# Terminatorul
Terminatorul (engleză: The Terminator) este un film științifico-fantastic/acțiune din 1984 regizat și scris de James Cameron. Îi are ca protagoniști pe Arnold Schwarzenegger, Linda Hamilton și Michael Biehn.
Acțiunea filmului se desfășoară în 1984, și introduce conceptul de "Terminator", mai exact personajul titular (Arnold Schwarzenegger), un asasin cyborg, trimis înapoi în timp din anul 2029 de către o rasă de mașini controlate de inteligența artificială Skynet care doresc să extermine rasa umană. Misiunea Terminatorului este să o ucidă pe Sarah Connor (Linda Hamilton) al cărui fiu va conduce mișcarea de rezistență împotriva mașinilor. Un om, pe nume Kyle Reese (Michael Biehn), este trimis înapoi în trecut pentru a o proteja.

## Distribuția
| Actor                 | Rol                   |
| --------------------- | --------------------- |
| Arnold Schwarzenegger | The Terminator        |
| Michael Biehn         | Kyle Reese            |
| Linda Hamilton        | Sarah J. Connor       |
| Paul Winfield         | Locotenent Ed Traxler |
| Lance Henriksen       | Detectiv Hal Vukovich |
| Bess Motta            | Ginger Ventura        |
| Earl Boen             | Dr. Peter Silberman   |
| Rick Rossovich        | Matt Buchanan         |
| Dick Miller           | Pawnshop Clerk        |
| Shawn Schepps         | Nancy                 |
| Bruce M. Kerner       | Desk Sergeant         |
| Franco Columbu        | Terminator din viitor |
| Bill Paxton           | Lider Punk            |
| Brad Rearden          | Punk                  |
| Brian Thompson        | Punk                  |

## Recepție
Terminatorul a fost un film cu buget redus, aproximativ $6.5 milioane, ce s-a dovenit a fi un succes în box-office, încasând intern 38.371.200 $. Pe plan mondial a continuat să încaseze 78 milioane $. Filmul a fost apreciat de critici, și s-a clasat în Top 10 al filmelor din 1984 al revistei Time Magazine. La momentul actual are un scor perfect de 100% la Rotten Tomatoes.
Filmul a fost clasificat pe locul 82 în topul 100 Scariest Movie Moments realizat de Bravo.